# Vändåtberget
Vändåtberget è una riserva della Svezia situata circa 50 km a nord-ovest della città di Örnsköldsvik nella contea di Västernorrland.
È stata creata nel 1989 e copre 345 ettari.
L'area comprende i laghi Inner-Abborrtjärnen, Älgtjärnen, Lill-Abborrtjärnen e Stor-Abborrtjärnen.